# Saade Vol. 1
Saade Vol. 1 è il secondo album del cantante svedese Eric Saade ed è uscito il 29 giugno 2011.
Nelle settimane precedenti alla pubblicazione, Eric Saade ha inviato l'album al team di Scandipop.com. Cominciando dal 16 giugno 2011, ogni paio di giorni veniva pubblicata una diversa traccia dell'album.

## Tracce[3]
1. Timeless - 3:45 (Jason Gill, Robin Fredriksson, Mattias Larsson, Eric Saade)
2. Hearts in the Air feat J-son - 3:57 (Eric Saade, Jason Gill, Robin Fredriksson, Julimar Santos)
3. Me and My Radio - 3:54 (Mich "Cutfather" Hansen, Jason Gill, Mikkel Sigvardt, Daniel Davidsen, Engelina Larson, Brandon Beal)
4. Made of Pop - 3:23 (Jason Gill, Robin Fredriksson, Mattias Larsson, Eric Saade)
5. Popular (Album remix) - 3:08 (Fredrik Kempe)
6. Someone New - 3:33 (Jörgen Elofsson, Fredrik Thomander)
7. Killed by a Cop - 4:13 (Jason Gill, Robin Fredriksson, Julimar Santos, Eric Saade)
8. Big Love - 3:39 (Jörgen Elofsson, Fredrik Kempe, Fredrik Thomander)
9. Stupid with You - 3:46 (Jason Gill, Fredrik Kempe, Robin Fredriksson, Eric Saade)
10. Echo - 3:21 (Jason Gill, Robin Fredriksson, Mattias Larsson, Eric Saade)

- Bonus track

1. Still Loving It - 3:44 (Eric Saade, Anton Malmberg hård af segerstad, Niclas Lundin)
2. Popular (Original version) - 3:00 (Fredrik Kempe)

## Singoli
- Still Loving It è un singolo pubblicato il 14 gennaio 2011.
- Popular è il singolo con il quale Eric Saade ha partecipato al Melodifestivalen 2011, selezione svedese per l'Eurovision. È stato presentato ufficialmente durante la terza semifinale del Melodifestivalen, il 28 febbraio 2011, dove l'artista ha vinto qualificandosi per la finale della Ericsson Globe di Stoccolma dove è riuscito a prevalere sugli altri nove concorrenti. Dopo aver vinto si è aggiudicato la possibilità di rappresentare la Svezia all'Eurovision Song Contest 2011 dove è arrivato terzo.[4][5]
- Hearts in the Air è un singolo che è stato presentato il 22 maggio 2011 ai giardini reali di Stoccolma in occasione del RixFM festival ed è stato pubblicato ufficialmente il 1º giugno 2011.[6]

## Classifiche
| Classifica (2011) | Miglior posizione |
| ----------------- | ----------------- |
| Finlandia         | 16                |
| Svezia            | 1                 |

## Date di pubblicazione
| Nazione  | Data           | Formato              | Etichetta       |
| -------- | -------------- | -------------------- | --------------- |
| Svezia   | 29 giugno 2011 | CD, digital download | Roxy Recordings |
| Norvegia | 29 giugno 2011 | Digital download     | Roxy Recordings |